# Монастир Дзор Дзор
Монастир Дзор Дзор (вірм. Ծոր Ծոր, перс. کلیسای زور زور) — вірменський монастир, що знаходиться на території сучасного Ірану, в провінції Артаз. Періодом розквіту монастиря є XIV–XVII століття, коли шах Аббас насильно переселив вірмен в глибину Ірану.
Каплиця Сурб Аствацацин — єдина будівля монастиря, що вистояла. Каплиця побудована або в IX–X, або в XIV століттях. У 1987–1988 рр. каплицю перемістили приблизно на 600 метрів, оскільки на річці Макучай почалося будівництво греблі.
6 липня 2008 року монастир разом з монастирями Сурб Степанос і Сурб Тадевос занесені до Списку об'єктів Всесвітньої спадщини ЮНЕСКО в розділі «Вірменські церкви Ірану».